# Canarionesticus quadridentatus
Genre
Espèce
Canarionesticus quadridentatus, unique représentant du genre Canarionesticus, est une espèce d'araignées aranéomorphes de la famille des Nesticidae.

## Distribution
Cette espèce est endémique de Tenerife aux Canaries,. Elle se rencontre dans la grotte Cueva del Viento.

## Publication originale
- Wunderlich, 1992 : Die Spinnen-Fauna der Makaronesischen Inseln: Taxonomie, Ökologie, Biogeographie und Evolution. Beiträge zur Araneologie, vol. 1, p. 1-619.